# Minority Report
Minority Report je sbírka osmnácti sci-fi povídek amerického spisovatele Philipa K. Dicka, které vznikly v letech 1955–1964. Jedná se o čtvrtý díl pětidílného kompletního souboru autorových povídek The Collected Stories of Philip K. Dick (1987), který vyšel opět roku 1990 pod názvem The Days of Perky Pat (Tenkrát s Parádnicí Pat) a roku 1991 jako The Minority Report (Menšinová zpráva).

## Obsah sbírky
Sbírka obsahuje následující povídky:
- Autovýr (1955, Autofac),
- Okamžitý servis (1955, Service Call),
- Ideální zákazníci (1955, Captive Market),
- Po vzoru Yancyho (1955, The Mold of Yancy), česky též jako Styl Yancy.
- Menšinová zpráva (1956, Minority Report). Povídka z budoucnosti, ve které je prakticky nemožné spáchat zločin, protože je díky předvídání budoucnosti rozpoznán ještě předtím, než se stane. Ale pak je najednou sám vyšetřovatel obviněn z vraždy, kterou nikdy nechtěl spáchat.
- Dopad traumatu (1959, Recall Mechanism),
- Nenapravitelný R. (1957, The Unreconstructed M), česky též jako Nepolepšitelný S.
- Průzkumníci z Marsu (1959, Explorers We),
- Hra na válku (1959, War Game), česky též jako Válečná hra.
- Kdyby nebylo Benny Cemoliho (1963, If There Were No Benny Cemoli)
- Převratný počin (1964, Novelty Act),
- Operace Luční koník (1964, Waterspider),
- Co říkají nebožtíci (1964, What The Dead Men Say), česky též jako Tak pravil mrtvý. Příběh muže, kterému ani smrt nezabránila radit svým dědicům, jak mají nakládat s jeho firmou.
- Orfeus na hliněných nohou (1964, Orpheus with Clay Feet),
- Tenkrát s Parádnicí Pat (1963, The Days of Perky Pat), česky též jako Dny Fešandy Pat.
- Záložník (1963, Top Stand-By Job), česky též jako Pohotovost.
- Co si počneme s Raglandem Parkem? (1963, What'll We Do with Ragland Park?)
- Život s blobem (1964, Oh, To Be A Blobel), česky též jako Být tak Měňavkou. Příběh muže, který byl za války lidí s Měňavkami pozemským špiónem a proto se musel zbavit lidské podoby.

## Filmové adaptace
- Minority Report (2002), americký film podle stejnojmenné povídky, režie Steven Spielberg, v hlavních rolích Tom Cruise a Max von Sydow.
- Minority Report (2015), americký desetidílný televizní seriál.

## Česká vydání
- Minority Report, dva díly, Argo, Praha 2015, přeložili Robert Hýsek, Filip Krajník,Jakub Marx, Michaela Večerková, Veronika Austová, Lukáš Hurt, Barbora Jirošová, Taťána Ochmanová, Štěpán Pala, Hana Pavlisová, Alexandra Pokorná, Tomáš Roztočil a Vladislava Vaněčková.

## Minority Report a jiné povídky
Výše uvedená sbírka povídek Minority Report nesmí být zaměňována s výborem z autorových povídek, který roku 2002 vydalo nakladatelství Mladá fronta pod názvem Minority Report a jiné povídky (přeložili Helena Heroldová, Petra Andělová a Mirek Valina). Výbor je koncipován jako soubor těch Dickových povídek, které byly zfilmovány, doplněný několika dalšími reprezentativními ukázkami z jeho tvorby. Jde o tyto povídky:
- Minority Report (1956), česky též jako Menšinová zpráva.
- Druhá série (1953, Second Variety), česky též jako Typ číslo dva. Válka mezi Ruskem a USA zničila celý svět. Americká vláda se ukryla na Měsíci a na Zemi zůstali jen vojáci, kteří používají roboty zvané pařáty. Ty se však samy neustále zdokonalují, vyrábějí stále lepší a lepší série a nakonec zabíjejí všechno živé.
- Elektrický mravenec (1969, The Electric Ant), povídka o muži, který se po autonehodě probudí v nemocnici a zjistí, že je elektrický mravenec, organický robot.
- Tak pravil mrtvý (1964, What The Dead Man Say), česky též jako Co říkají nebožtíci.
- Válečná hra (1959, War Game), česky též jako Hra na válku.
- Být tak Měňavkou (1864, Oh, To Be A Blobel), česky též jako Život s blobem.
- Víra našich otců (1967, Faith of Our Fathers), příběh bezvýznamného ministerského úředníčka, který najednou zjistí, že světový vládce je ve skutečnosti mimozemšťan, který všechny lidi řídí pomocí halucinací.
- Total Recall (1966), povídka s původním názvem We Can Remember It for You Wholesale (Zapamatujeme si to za vás se slevou) vypráví příběh bezvýznamného úředníčka Emigrační správy západního pobřeží Quaila, který si chce nechat implantovat falešné vzpomínky na to, že byl tajným agentem na Marsu. Když už je připraven k operaci, zjistí se, že má vzpomínky změněné, že tajným agentem na Marsu opravdu byl.